# عاریف نیفتولایف
عاریف نیفتولایف (به انگلیسی: Arif Niftullayev،  زادهٔ ۲۱ آوریل ۱۹۹۷) یک کشتی‌گیر فرنگی‌کار اهل کشور جمهوری آذربایجان است.
از افتخارات وی می‌توان به کسب مدال برنز قهرمانی کشتی جهان ۲۰۲۲ اشاره کرد.

## فعالیت حرفه‌ای

### قهرمانی کشتی جهان ۲۰۲۲
نیفتولایف در وزن ۹۷ کیلوگرم کشتی فرنگی قهرمانی کشتی جهان ۲۰۲۲ بلگراد شرکت کرد، او در مسابقه های اول تا سوم دانیل گاستل از اتریش، ویلیوس لورینایتس از لیتوانی، و الکس زوکه از مجارستان را شکست داد اما در نیمه نهایی به کیریل میلوف از بلغارستان باخت و به دیدار رده‌بندی رفت. وی در دیدار رده‌بندی نیکولاز کاخلاشویلی از ایتالیا را شکست داد و مدال برنز را بدست آورد.